# Associação Desportiva Cultural Recreativa e Social de Guilhabreu
A Associação Desportiva Cultural Recreativa e Social de Guilhabreu é um clube português localizado na freguesia de Guilhabreu, município do Vila do Conde, distrito do Porto. O clube foi fundado em 1961 e o seu actual presidente é Ramiro Rato. Os seus jogos em casa são disputados no Campo Bernardino Marques.

## Futebol
A equipa de futebol sénior participa, na época de 2015-2016, no campeonato de futebol amador da Associação de Futebol Amador de Vila do Conde.

### Classificações por época
| Época     | Nível | Divisão                | Classificação | Taça de Portugal |
| --------- | ----- | ---------------------- | ------------- | ---------------- |
| 2007/2008 | 6     | 1ª divisão da AF Porto | 13º           | -                |
| 2008/2009 | 6     | 1ª divisão da AF Porto | 15º           | -                |
| 2009/2010 | 6     | 1ª divisão da AF Porto | 17º           | -                |
| 2010/2011 | 7     | 2ª divisão da AF Porto | 5º            | -                |
| 2011/2012 | -     | sem atividade senior   | -             | -                |
| 2012/2013 | -     | sem atividade senior   | -             | -                |
| 2013/2014 | 8     | AFA Vila do Conde      | 14º           | -                |
| 2014/2015 | 8     | AFA Vila do Conde      | 13º           | -                |
| 2015/2016 | 8     | AFA Vila do Conde      | a decorrer    | -                |

Legenda das cores na pirâmide do futebol português
     1º nível (1ª Divisão / 1ª Liga) 
     2º nível (até 1989/90 como 2ª Divisão Nacional, dividido por zonas, em 1990/91 foi criada a 2ª Liga) 
     3º nível (até 1989/90 como 3ª Divisão Nacional, depois de 1989/90 como 2ª Divisão B/Nacional de Seniores/Campeonato de Portugal)
     4º nível (entre 1989/90 e 2012/2013 como 3ª Divisão, entre 1947/48 e 1989/90 e após 2013/14 como 1ª Divisão Distrital) 
     5º nível
     6º nível
     7º nível
     8º nível / Concelhio